# زبان لیمبورخی
لیمبورخی نام گروهی از گونه‌های فرانکی سفلای شرقی است که گویشوران آن در مناطق لیمبورخ (شامل استان‌های لیمبورخ هلند و بلژیک) و راینلاند در امتداد مرز کشورهای آلمان-هلند-بلژیک پراکنده‌اند. این محدوده شهرهای فنلو، دوسلدورف، آخن، ماستریخت، اسلت و تیئنان را دربرمی گیرد.
لیمبورخی بسیار به زبان‌های آلمانی و هلندی نزدیک است و بیشتر بعنوان گونه‌ای از این دو زبان شمرده می‌شود.